# Drepanocentron cayasani
Drepanocentron cayasani är en nattsländeart som beskrevs av Wolfram Mey 1998. Drepanocentron cayasani ingår i släktet Drepanocentron och familjen Xiphocentronidae. Inga underarter finns listade i Catalogue of Life.